# Battle Creek, Nebraska
Battle Creek är en ort i Madison County i delstaten Nebraska, USA.